# Île Colombi
L'île Colombi ou île Nadji est une île de la mer Méditerranée à El Marsa en Algérie.

## Description
L'île Colombi est petite île rocheuse de 33 m de hauteur et d'une cinquantaine de mètres de diamètre, située à 800 m au large de la commune d'El Marsa.
Elle est habitée par des milliers de pigeons et elle a été nommée Sour el Hamam (le Rocher des Pigeons), puis île Colombi (colombe) ou Île Palomas (palombe). 
Elle est désormais l'île Nadji.
La superficie de l'île est d'environ 0,3 hectare.
L'île est située à 1 mile à l'ouest du phare de Colombi.